# Шехович, Златан
Златан Шехович (серб. Златан Шеховић; род. 8 августа 2000, Белград) — сербский футболист, защитник клуба «Партизан» Белград.

## Клубная карьера
Лука начал карьеру в футбольном клубе «Телеоптик» — фарм-клубе «Партизана». 28 марта 2018 года дебютировал в первой лиге Сербии в матче против «Металац».
Летом 2018 года переведён в основу «Партизана». 12 июля дебютировал в составе «гробарей» в матче Лиги Европы против черногорского «Рудара».
19 января 2020 года Златан Шехович перешел в израильский клуб «Маккаби Нетания» на правах свободного агента.
1 июля 2022 года вернулся в «Партизан».

## Карьера в сборной
Выступал за сборную Сербии до 17 лет на чемпионате Европы 2017.

## Достижения
«Партизан» Белград
- Обладатель кубка Сербии: 2018/19

## Клубная статистика
| Игровая карьера | Игровая карьера    | Игровая карьера | Лига | Лига | Кубки | Кубки | Межд. | Межд. | Др. | Др. |
| --------------- | ------------------ | --------------- | ---- | ---- | ----- | ----- | ----- | ----- | --- | --- |
| 2019/20         | Маккаби (Нетания)  | А               | 10   | 0    | —     | —     | —     | —     | —   | —   |
| 2020/21         | Маккаби (Нетания)  | А               | 19   | 0    | 2     | 0     | —     | —     | —   | —   |
| 2021/22         | Маккаби (Нетания)  | А               | 32   | 1    | 1     | 0     | —     | —     | —   | —   |
| 2022/23         | Партизан (Белград) | А               | 9    | 1    | 1     | 0     | 3     | 0     | —   | —   |
| 2023/24         | Партизан (Белград) | А               | 2    | 0    | 2     | 0     | —     | —     | —   | —   |
| 2024            | Ордабасы           | А               | 21   | 1    | 5     | 0     | 5     | 0     | —   | —   |